# آماندا پولک
آماندا پولک (انگلیسی: Amanda Polk؛ زادهٔ ۲ اوت ۱۹۸۶) قایقران روئینگ اهل ایالات متحده آمریکا است.